# Spitzen Leichtathletik Luzern 2025
Spitzen Leichtathletik Luzern 2025 war eine Leichtathletik-Veranstaltung, die am 15. Juli 2025 beim Stadion Allmend im Schweizer Luzern stattfand. Die Veranstaltung war Teil der World Athletics Continental Tour und zählte zu den Silber-Meetings, der zweithöchsten Kategorie dieser Leichtathletik-Serie.

## Resultate

### Männer

#### 100 m
| Platz | Athlet              | Land | Zeit (s) |
| ----- | ------------------- | ---- | -------- |
| 1     | Israel Okon Sunday  | NGR  | 10,06 PB |
| 2     | Ajayi Kayinsola     | NGR  | 10,09    |
| 3     | Favour Ashe         | NGR  | 10,16    |
| 4     | Benjamin Richardson | RSA  | 10,17    |
| 5     | Dennis Sachin       | JAM  | 10,21 SB |
| 6     | Karriem Abdurraqman | RSA  | 10,24    |
| 7     | Bradley Nkoana      | RSA  | 10,28    |
| 8     | Animesh Kujur       | IND  | 10,28    |

Wind: −0,0 m/s

#### 200 m
| Platz | Athlet                | Land | Zeit (s) |
| ----- | --------------------- | ---- | -------- |
| 1     | Makanakaishe Charamba | ZIM  | 20,14    |
| 2     | Timothé Mumenthaler   | SUI  | 20,36    |
| 3     | Christopher Taylor    | JAM  | 20,49    |
| 4     | Collen Kebinatshipi   | BOT  | 20,49    |
| 5     | Sinesipho Dambile     | RSA  | 20,58    |
| 6     | Demarius Smith        | USA  | 20,61    |
| 7     | Delvis Santos         | POR  | 20,71    |
| 8     | Dario Matau           | RSA  | 20,77    |

Wind: −0,2 m/s

#### 400 m
| Platz | Athlet             | Land | Zeit (s) |
| ----- | ------------------ | ---- | -------- |
| 1     | Jereem Richards    | TTO  | 45,11    |
| 2     | Rusheen McDonald   | JAM  | 45,30    |
| 3     | Patrik Enyingi     | HUN  | 45,39    |
| 4     | Udeme Okon         | RSA  | 45,39    |
| 5     | Leendert Koekemoer | RSA  | 45,40    |
| 6     | Brian Faust        | USA  | 45,63 SB |
| 7     | Evan Mafilas       | USA  | 46,24    |
| 8     | Lionel Spitz       | SUI  | 47,47 SB |

#### 1500 m
| Platz | Athlet                    | Land | Zeit (min) |
| ----- | ------------------------- | ---- | ---------- |
| 1     | José Carlos Pinto         | POR  | 3:34,60    |
| 2     | Pierrik Jocteur-Monrozier | FRA  | 3:34,95    |
| 3     | Kieran Lumb               | CAN  | 3:35,04    |
| 4     | Heithem Chenitef          | ALG  | 3:35,35 PB |
| 5     | Hafid Rizqy               | MAR  | 3:35,48    |
| 6     | Maël Gouyette             | FRA  | 3:36,03 PB |
| 7     | Dominic Lobalu            | SUI  | 3:36,15 SB |
| 8     | Ignacio Fontes            | ESP  | 3:36,20    |
| 9     | Filip Ingebrigtsen        | NOR  | 3:36,32 SB |
| 10    | Jack Anstey               | AUS  | 3:38,36    |
| 11    | Thomas Keen               | GBR  | 3:41,85    |

#### 110 m Hürden
| Platz | Athlet           | Land | Zeit (s) |
| ----- | ---------------- | ---- | -------- |
| 1     | Jason Joseph     | SUI  | 13,07 NR |
| 2     | Trey Cunningham  | USA  | 13,22    |
| 3     | Hansle Parchment | JAM  | 13,26 SB |
| 4     | Wilhem Belocian  | FRA  | 13,27    |
| 5     | Orlando Bennett  | JAM  | 13,36    |
| 6     | Aurel Manga      | FRA  | 13,40    |
| 7     | Tyler Mason      | JAM  | 13,41    |
| 8     | Ja'Kobe Tharpe   | USA  | 13,47    |

Wind: +0,1 m/s

#### 400 m Hürden
| Platz | Athlet            | Land | Zeit (s) |
| ----- | ----------------- | ---- | -------- |
| 1     | Nahom Yirga       | SUI  | 50,64 SB |
| 2     | Dany Brand        | SUI  | 50,68    |
| 3     | Samuel Coquoz     | SUI  | 52,47    |
| 4     | Jannis Pfrunder   | SUI  | 52,52 PB |
| 5     | Alexis Perroud    | SUI  | 52,69    |
| 6     | Lars Widmer       | SUI  | 53,18    |
|       | Matthias Studiger | SUI  | DSQ      |
|       | Lorenzo Bocchio   | SUI  | DNF      |

#### Kugelstossen
| Platz | Athlet             | Land | Weite (m) |
| ----- | ------------------ | ---- | --------- |
| 1     | Leonardo Fabbri    | ITA  | 21,62     |
| 2     | Marcus Thomsen     | NOR  | 20,88     |
| 3     | Konrad Bukowiecki  | POL  | 20,74     |
| 4     | Uziel Muñoz        | MEX  | 20,15     |
| 5     | Eric Favors        | IRL  | 19,79     |
| 6     | Eric Maihöfer      | GER  | 55,45     |
| 7     | Stefan Wieland     | SUI  | 19,29 PB  |
| 8     | Simon Bayer        | GER  | 19,11     |
| 9     | Jephté Vogel       | SUI  | 18,11     |
| 10    | Marco Niederhauser | SUI  | 14,87     |
| 11    | Samuel Staub       | SUI  | 13,89     |
|       | Silas Ristl        | GER  | NM        |

#### Speerwurf
| Platz | Athlet                   | Land | Weite (m) |
| ----- | ------------------------ | ---- | --------- |
| 1     | Cyprian Mrzygłód         | POL  | 84,50     |
| 2     | Edis Matusevičius        | LTU  | 84,05 SB  |
| 3     | Cameron McEntyre         | AUS  | 82,35 PB  |
| 4     | Leandro Ramos            | POR  | 80,51     |
| 5     | Simon Wieland            | SUI  | 79,11 SB  |
| 6     | Felise Vaha'i Sosaia     | FRA  | 77,75     |
| 7     | Sahil Silwal             | IND  | 77,52     |
| 8     | Sindri Hrafn Guðmundsson | ISL  | 77,26     |

### Frauen

#### 100 m
| Platz | Athletin           | Land | Zeit (s) |
| ----- | ------------------ | ---- | -------- |
| 1     | Jonielle Smith     | JAM  | 11,12    |
| 2     | Zaynab Dosso       | ITA  | 11,24    |
| 3     | Camille Rutherford | BAH  | 11,31    |
| 4     | Salomé Kora        | SUI  | 11,35    |
| 5     | Kemba Nelson       | JAM  | 11,36    |
| 6     | Géraldine Frey     | SUI  | 11,41    |
| 7     | Rebekka Haase      | GER  | 11,43    |
| 8     | Renee Regis        | GBR  | 11,46    |

Wind: 0,0 m/s

#### 200 m
| Platz | Athletin                | Land | Zeit (s) |
| ----- | ----------------------- | ---- | -------- |
| 1     | Léonie Pointet          | SUI  | 22,89    |
| 2     | Anthonique Strachan     | BAH  | 22,93    |
| 3     | Renee Regis             | GBR  | 22,99    |
| 4     | Hélène Parisot          | FRA  | 23,01    |
| 5     | Gina Lückenkemper       | GER  | 23,08    |
| 6     | Julia Henriksson        | SWE  | 23,17    |
| 6     | Jessica-Bianca Wessolly | GER  | 23,24    |
| 7     | Kemba Nelson            | JAM  | 23,43    |
| 8     | Cecilia Tamayo          | MEX  | 23,43    |

Wind: 0,0 m/s

#### 800 m
| Platz | Athletin            | Land | Zeit (min) |
| ----- | ------------------- | ---- | ---------- |
| 1     | Clara Liberman      | FRA  | 1:59,25    |
| 2     | Angelika Sarna      | POL  | 1:59,39 PB |
| 3     | Natoya Goule-Toppin | JAM  | 1:59,80    |
| 4     | Veronica Vancardo   | SUI  | 1:59,97    |
| 5     | Rachel Pellaud      | SUI  | 2:00,17    |
| 6     | Isabelle Boffey     | GBR  | 2:00,25    |
| 7     | Adelle Tracey       | JAM  | 2:00,42 SB |
| 8     | Lore Hoffmann       | SUI  | 2:00,79    |
| 9     | Lyla Belshaw        | GBR  | 2:02,01 SB |
| 10    | Lucia Sturm         | GER  | 2:02,59    |
| 11    | Martyna Galant      | POL  | 2:02,63    |
| 12    | Fiona von Flüe      | SUI  | 2:02,64 PB |
| 13    | Aníta Hinriksdóttir | ISL  | 2:03,04 SB |
| 14    | Alica Schmidt       | GER  | 2:03,21 SB |
| 15    | Michelle Gröbli     | SUI  | 2:05,80    |

#### 100 m Hürden
| Platz | Athletin          | Land | Zeit (s) |
| ----- | ----------------- | ---- | -------- |
| 1     | Ditaji Kambundji  | SUI  | 12,49    |
| 2     | Kerrica Hill      | JAM  | 12,54 PB |
| 3     | Rayniah Jones     | USA  | 12,86    |
| 4     | Maayke Tjin A-Lim | NED  | 12,92    |
| 5     | Reetta Hurske     | FIN  | 12,93    |
| 6     | Lotta Harala      | FIN  | 13,00    |
| 7     | Michelle Jenneke  | AUS  | 13,00 SB |
| 8     | Saara Keskitalo   | FIN  | 13,01    |

Wind: −0,8 m/s

#### 400 m Hürden
| Platz | Athletin             | Land | Zeit (s) |
| ----- | -------------------- | ---- | -------- |
| 1     | Lina Nielsen         | GBR  | 54,74    |
| 2     | Naomi Van Den Broeck | BEL  | 54,78 PB |
| 3     | Eileen Demes         | GER  | 55,39    |
| 4     | Annina Fahr          | SUI  | 56,32 SB |
| 5     | Rogail Joseph        | RSA  | 56,32 SB |
| 6     | Lena Wernli          | SUI  | 56,37    |
| 7     | Alanah Yukich        | AUS  | 56,88    |
| 8     | Yasmin Giger         | SUI  | 56,89 SB |

#### Stabhochsprung
| Platz | Athletin         | Land | Höhe (m) |
| ----- | ---------------- | ---- | -------- |
| 1     | Angelica Moser   | SUI  | 4,76     |
| 2     | Olivia McTaggart | NZL  | 4,71     |
| 3     | Pascale Stöcklin | SUI  | 4,51     |
| 4     | Niu Chunge       | CHN  | 4,41     |
| 5     | Lene Retzius     | NOR  | 4,31     |
| 6     | Bérénice Petit   | FRA  | 4,16     |
| 7     | Marijn Kieft     | NED  | 4,16     |
|       | Hanga Klekner    | HUN  | NMH      |

#### Weitsprung
| Platz | Athletin             | Land | Weite (m) |
| ----- | -------------------- | ---- | --------- |
| 1     | Annik Kälin          | SUI  | 6,72      |
| 2     | Jazmin Sawyers       | GBR  | 6,60      |
| 3     | Milica Gardašević    | SRB  | 6,42      |
| 4     | Delta Amidzovski     | AUS  | 6,42      |
| 5     | Marthe Koala         | BUR  | 6,41      |
| 6     | Monae’ Nichols       | USA  | 6,34      |
| 7     | Moumita Mondal       | IND  | 6,34      |
| 8     | Sumire Hata          | JPN  | 6,19      |
| 9     | Alina Rotaru         | ROU  | 6,17      |
| 10    | Shaili Singh         | IND  | 6,13      |
| 11    | Petra Bánhidi-Farkas | HUN  | 6,08      |
| 12    | Vasiliki Chaitidou   | GRE  | 5,80      |
| 13    | Laura Perlini        | SUI  | 5,60      |

#### Speerwurf
| Platz | Athletin          | Land | Weite (m) |
| ----- | ----------------- | ---- | --------- |
| 1     | Flor Ruíz         | COL  | 62,04 SB  |
| 2     | Marija Vučenović  | SRB  | 61,61 SB  |
| 3     | Anete Sietiņa     | LAT  | 61,27     |
| 4     | Lianna Davidson   | AUS  | 60,50     |
| 5     | Liveta Jasiūnaitė | LTU  | 59,95     |
| 6     | Momone Ueda       | JPN  | 56,94     |
| 7     | Bekah Walton      | GBR  | 56,85     |
| 8     | Jade Maraval      | FRA  | 55,59     |
| 9     | Luisa Tremel      | GER  | 55,12     |